# Muszajrifa
Muszajrifa (arab. مشيرفة) – wieś w Syrii, w muhafazie Hama. W 2004 roku liczyła 307 mieszkańców.